# Kino (hudební skupina)
Kino (rusky Кино) byla sovětská rocková hudební skupina. Vznikla v Leningradě v roce 1981, texty i hudbu povětšinou skládal její frontman Viktor Coj. Popularita skupiny na území Sovětského svazu po několika letech začala pomalu stoupat, až si nakonec skupina získala nebývalou slávu a vznikl kult nazývaný kinománie. Distribuovány byly miliony kopií jejich alb a koncerty byly vyprodané. Skupina zanikla v roce 1990, když její frontman Viktor Coj zemřel při autonehodě.
O počátcích skupiny pojednává ruský film Léto natočený v roce 2018.

## Výbraná alba
| Název alba                    | Přepis                         | Doslovný překlad           | Rok vydání |
| ----------------------------- | ------------------------------ | -------------------------- | ---------- |
| 45                            | 45                             | 45                         | 1982       |
| 46                            | 46                             | 46                         | 1983       |
| Начальник Камчатки            | Načalnik Kamčatki              | Velitel kamčatky           | 1984       |
| Это не Любовь…                | Eto ne Ljubov…                 | To není láska…             | 1985       |
| Ночь                          | Noč                            | Noc                        | 1986       |
| Группа Крови                  | Gruppa Krovi                   | Krevní skupina             | 1988       |
| Последний Герой               | Poslednij Geroj                | Poslední hrdina            | 1989       |
| Звезда по Имени Солнце        | Zvezda po Imeni Solnce         | Hvězda jménem slunce       | 1989       |
| Чёрный альбом                 | Černyj albom                   | Černé album                | 1990       |
| Неизвестные песни Виктора Цоя | Neizvestnye pesni Viktora Coja | Neznámé písně Viktora Coje | 1992       |
| История Этого Мира            | Istorija Etogo Mira            | Příběh tohoto světa        | 2000       |

### Živáky
| Název alba           | Přepis               | Doslovný překlad    | Rok vydání |
| -------------------- | -------------------- | ------------------- | ---------- |
| Концерт в Рок-Клубе  | Koncert v Rok-Klube  | Koncert v Rok-Klubu | 1985       |
| Акустический Концерт | Akustyčeskij Koncert | Akustický koncert   | 1988       |